# Pristolepis rubripinnis
Pristolepis rubripinnis là một loài cá trong họ Pristolepididae.

## Mẫu định danh
Mẫu holotype: CRG SAC 2012.2.; 1 mẫu cá chiều dài tiêu chuẩn 98,2 mm, do Fibin Baby và Krishna Kumar thu thập ngày 3 tháng 2 năm 2012 tại sông Pamba gần Edathua, tọa độ 9°21′52″B 76°28′38″Đ / 9,36444°B 76,47722°Đ, bang Kerala, Ấn Độ. Mẫu paratypes: CRG SAC 2012.2.2–9; 9 mẫu, cá chiều dài tiêu chuẩn 50,2–107,5 mm, các dữ liệu khác như mẫu holotype. CMK 8821; 4 mẫu, cá chiều dài tiêu chuẩn 115,9-128,6 mm, do R. Pethiyagoda thu thập ngày 19 tháng 3 năm 1992 ở điểm khoảng 4 km về phía đông Chalakudy, khoảng 22 km về phía tây và xuôi dòng tới Panamkulam, bang Kerala, Ấn Độ.

## Từ nguyên
Tính từ định danh rubripinnis là tiếng Latinh ghép từ tính từ ruber (giống cái: rubra, giống trung: rubrum) nghĩa là "màu đỏ" và danh từ pinna (số nhiều: pinnis) nghĩa là vây hay cánh; để đề cập đến vây lưng mềm, vây hậu môn mềm và vây đuôi có màu đỏ-da cam còn vây bụng màu vàng đến da cam của loài này.

## Phân bố
Được tìm thấy tại các sông Pamba và Chalakudy ở bang Kerala, Ấn Độ.

## Đặc điểm
Chiều dài tối đa 13,6 cm. Thân về tổng thể hình bầu dục, ép dẹt mạnh ở hai bên. Chiều sâu thân 47,6-55,5% chiều dài tiêu chuẩn (SL), chiều rộng thân 28,6–37% chiều sâu. Đường viền lưng nhô lên rất dốc từ mõm về phía gáy, lồi dọc lưng, đột ngột thon nhỏ ở cuống đuôi. Đường viền bụng dốc và hơi lồi tới gốc vây bụng, sau đó gần như thẳng đến gốc vây hậu môn và thon nhỏ mạnh tại cuống đuôi. Đầu to, bằng 38,5-43,5% SL, nhọn về phía mõm. Mắt nằm ở nửa phía trước của đầu. Lỗ mũi sau là lỗ hở thuôn tròn, lỗ mũis trước ở cuối của một ống ngắn. Miệng tương đối nhỏ, hàm trên kết thúc ở điểm trên đường thẳng đứng đi qua mép trước của đồng tử. Nắp mang với 2 gai nhọn ở phía sau, gai dưới dài hơn và cứng hơn. Rìa phía sau mặt bụng của xương trước nắp mang có khía răng cưa, tới 20 răng cưa kéo dài về phía trước dọc theo gờ mặt bụng và theo mặt lưng dọc theo gờ sau. Gốc trước của phần tia gai vây lưng ở phía trên gốc của vây bụng và cả hai đều hơi ở phía sau đường thẳng đứng đi qua gốc trước của vây ngực. Vây ngực khi áp sát vươn tới hàng vảy thứ 10. Vây bụng khi bị ép xuống không vươn tới hậu môn. Vảy tương đối lớn với nhiều cteni ở trường sau, vảy từ nhỏ li ti đến nhỏ trên ngực, ở gốc vây ngực, xung quanh gốc của vây lưng mềm và vây hậu môn mềm, và trên phần sau nhất của cuống đuôi, kéo dài đến gốc của các tia vây trên vây lưng, vây hậu môn và vây đuôi. 20 vảy trước lưng. Đường bên gián đoạn, nhánh lưng với 20–22 vảy kéo dài từ đai vai theo đường dọc lồi ở phía lưng đến điểm trên đường thẳng đứng đi qua gốc các tia vây hậu môn trước, nhánh bụng với 9–10 vảy tạo thành một đường nằm ngang từ gốc của tia gai vây lưng thứ hai đến gốc vây đuôi và từ đó theo đường cong mặt bụng đến gốc vây đuôi; chồng lên giữa các nhánh lưng và nhánh bụng là 3-4 vảy. Có 4-5 vảy giữa nhánh lưng của đường bên và gốc của điểm giữa phần gai của vây lưng; 10 vảy giữa nhánh lưng và gốc trước của phần gai vây hậu môn. Có 5 hàng vảy nhỏ giữa gờ mặt bụng của hốc mắt và gờ mặt bụng của xương trước nắp mang. Vây lưng: tia gai 14, tia mềm 14. Vây ngực: 14 tia. Vây bụng: tia gai 1, tia mềm 5. Vây hậu môn: tia gai 3, tia mềm 9. Đốt sống 13 + 12 = 25 ở tất cả các mẫu vật.
Màu sắc:
- Trong chất bảo quản: Màu nền ôliu ánh xám, sẫm hơn ở lưng, nhạt dần về phía bụng, chuyển sang màu be sáng ở bụng. Hầu hết các vảy ở vùng bụng phía dưới đường bên phần lưng với vết đen hình lưỡi liềm ở gốc vảy. Các vây ngực, vây bụng và vây đuôi cũng như các phần tia mềm của vây lưng và vây hậu môn có màu ánh trắng trong mờ.[1]
- Mẫu vật sống ngay sau khi bị bắt: Màu nền xanh ôliu, sẫm hơn ở lưng, nhạt hơn về phía bụng. Các vết màu xanh lục ánh vàng xuất hiện trên đầu, được thể hiện dưới dạng một sọc sau hốc mắt bắt đầu từ phía sau hốc mắt hướng về phía sau mặt lưng và kéo dài đến góc sau lưng của nắp mang. Sọc thứ hai ở vị trí trên hốc mắt bắt đầu từ hốc mắt và kéo dài theo mặt lưng thành đường cong đến gáy. Vùng dưới hốc mắt cũng có vết dọc màu xanh lục ánh vàng. Sáu hoặc bảy sọc ngoằn ngoèo không đều và ngắt quãng màu xanh lục ánh vàng dọc thân tới cuống đuôi. Những vết xanh lục ánh vàng này trên đầu và thân thể hiện màu sắc khi chúng sợ hãi và không được coi là có khi ở trạng thái bình thường. Một đốm đen phía trên gốc nhiều thịt của vây ngực phần nào che phủ nó. Các vảy dọc theo phần giữa thân chủ yếu ở phía dưới đường bên từ trên gốc vây ngực đến điểm trên đường thẳng đứng đi qua gốc trước vây hậu môn với dấu hình lưỡi liềm màu đen nổi bật ở gốc. Ở cá con, tất cả các vây có màu da cam ánh đỏ, các phần mềm của vây lưng và vây hậu môn, 2/3 vây đuôi phần xa có màu đỏ da cam, các vây bụng từ ánh vàng đến da cam, các vây ngực màu ánh xanh lục pha chút đỏ. Ở những mẫu vật lớn hơn, phần gai của vây lưng màu da cam ánh đỏ và phần gốc của vây lưng mềm, vây hậu môn mềm và vây đuôi được thay thế bằng màu ánh xanh lục, chỉ những phần xa của vây lưng mềm, vây hậu môn mềm và vây đuôi vẫn còn màu đỏ da cam.[1]

P. rubripinnis khác với tất cả các đồng loại khác bởi kiểu màu của nó. Nó có vây lưng mềm, vây hậu môn mềm và vây đuôi màu đỏ-da cam, vây bụng màu vàng đến da cam. Nó khác với đồng loại ở miền nam Ấn Độ là P. marginata và P. grootii ở Sunda ở chỗ có 4–5 vảy phía trên đường bên (so với 3) và 10 vảy bên dưới (so với 9) và khác với P. fasciata ở chỗ không có các sọc dọc nổi bật trên cơ thể.